# Itinerarium

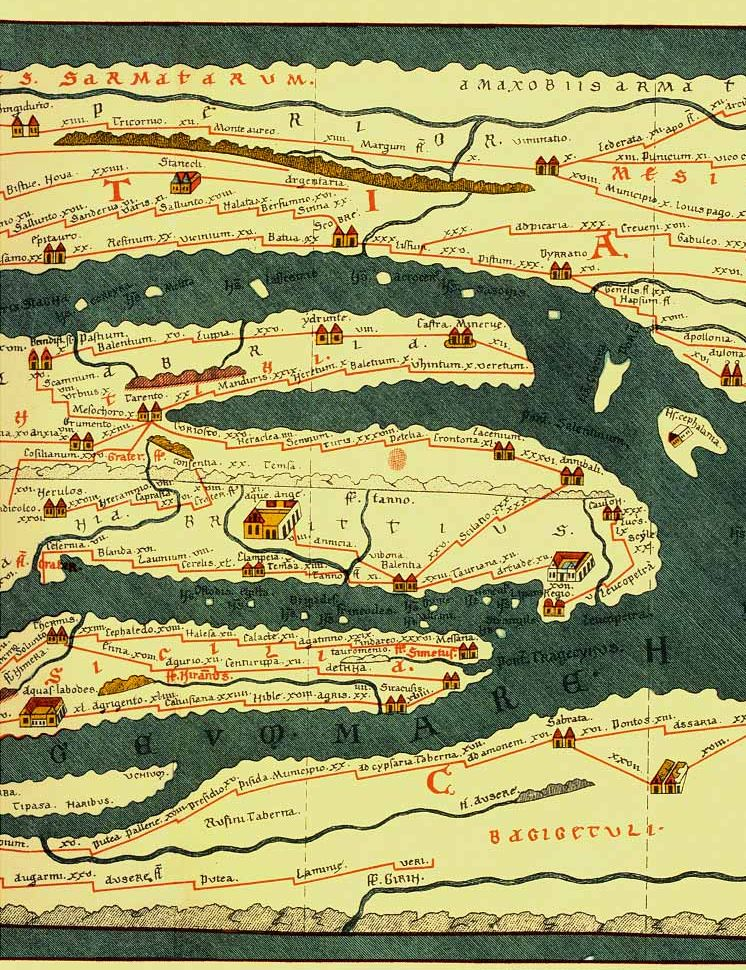
Tabula Peutingeriana (över södra Italien).

Itinerarium (latin iter, väg), vägkarta eller skriven resväg för resenärer eller militärer med vägbeskrivningar. Itinerarier var vanliga under antiken och medeltiden. 
De äldsta itinerarierna var nedtecknade beskrivningar över avstånd mellan städer, rastplatser och sevärdheter, och först under 300-talet började vägkartor användas. De äldsta kända kartorna, till exempel Tabula Peutingeriana, kallas likaledes itinerarier, då vägarna är i fokus i framställningen. Kung Valdemars segelled, med start i Blekinge, beskrivs på latin i en medeltidsurkund känd som det danska itinerariet.